# Ramsele (Schweden)
Ramsele ist ein Ort (tätort) in der Gemeinde Sollefteå und der Provinz Västernorrlands län sowie der historischen Provinz Ångermanland. Er liegt am Faxälven und der Länsväg 331 führt durch den Ort, der etwa 70 km von Sollefteå entfernt ist.

## Galerie

Gemeindewappen (bis 1970)
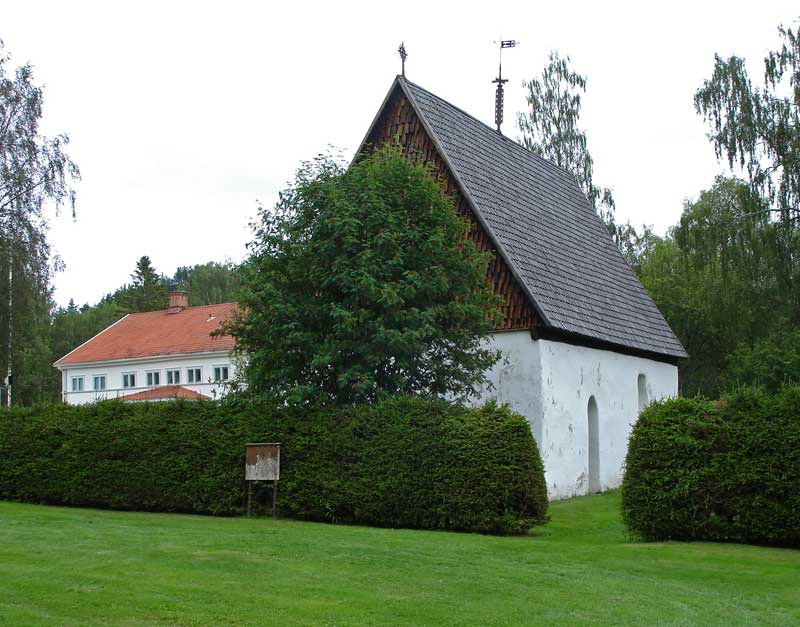
Alte Kirche
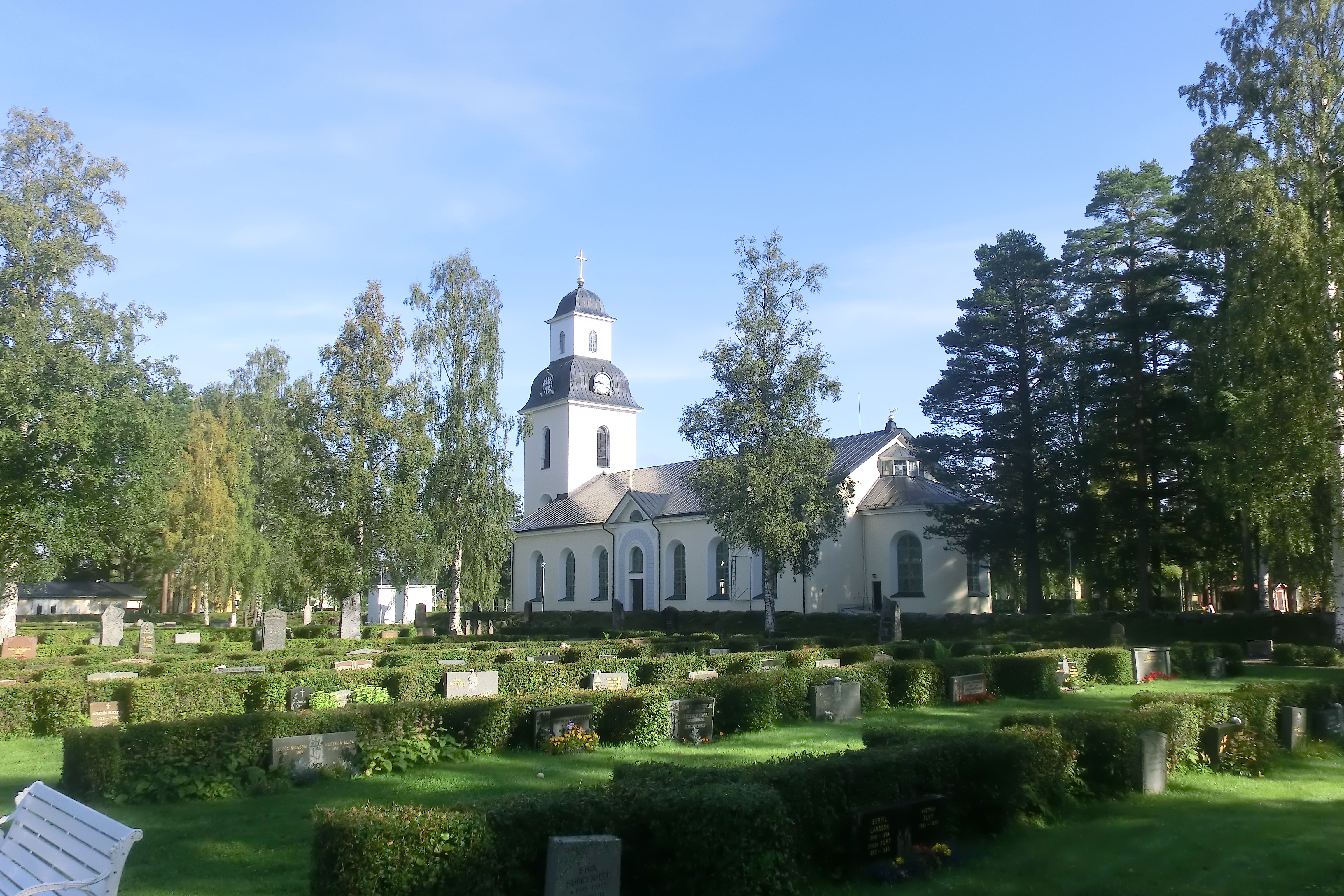
Neue Kirche
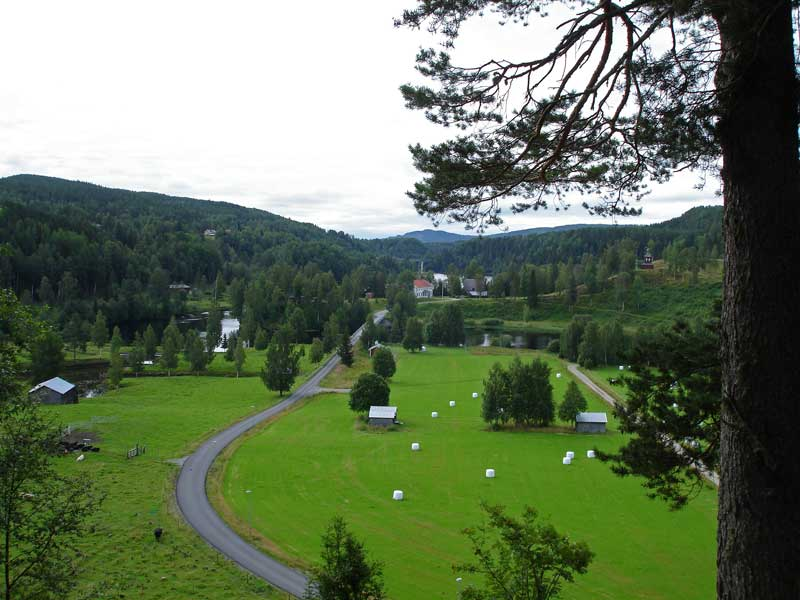
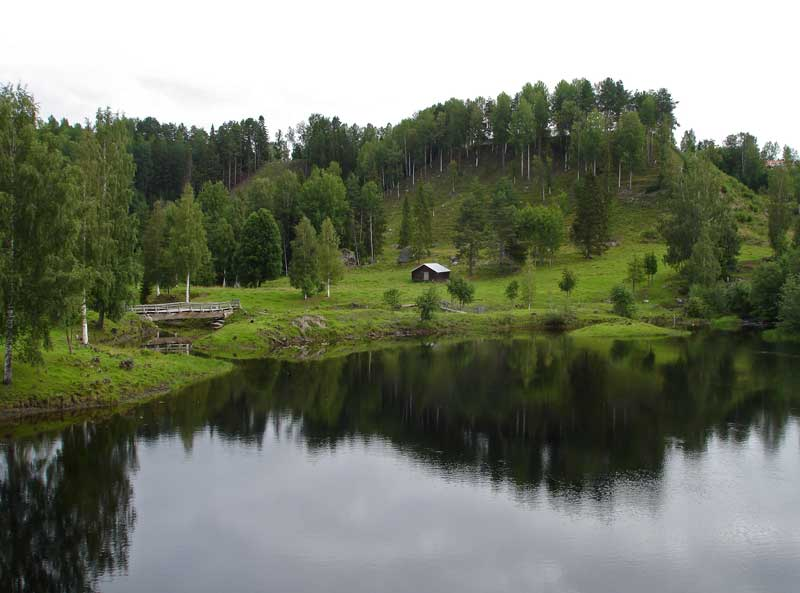